# Max Frey (Regierungsdirektor)
Andreas Maximilian Frey, ab 1863 Ritter von Frey, (* 1799 in Kirchenthumbach, Oberpfalz; † 15. April 1871 in Bayreuth) war ein deutscher Verwaltungsbeamter in Bayern.

## Leben
Max Frey war der Sohn des Magistratsdieners Franz Xaver Frey aus Kirchenthumbach und dessen Ehefrau Margarete geb. Förster, Wirtstochter aus Trockau. Er trat in den Staatsdienst des jungen Königreiches Bayern und arbeitete als Finanzbeamter in Speyer in der Pfalz. Er wurde von hier zum Dienst in Griechenland berufen, als Prinz Otto von Bayern dort die Königswürde annahm. Auch dort war er als Finanzfachmann tätig, wirkte seit 1. Juni 1835 als Kabinettsrat im Range eines Staatsratses und bekleidete schließlich das Amt des Vizekanzlers an der Seite von Staatskanzler Joseph Ludwig von Armansperg. Jener amtierte selbst zuvor als Vizepräsident der Regierung des Rheinkreises in Speyer und umsichtiger Finanzfachmann (im Volksmunde „Sparmannsberg“ genannt), wodurch er Frey kannte und schätzte. Vor seiner Abreise nach Griechenland hatte Max Frey am 23. Oktober 1834 Friederike Adelheid Ehrmann geheiratet. Sie war die Tochter des Speyerer Kreismedizinalrates Christian Ehrmann (genannt Stellwag), dem Adoptivsohn des Mediziners und Goethefreundes Johann Christian Ehrmann. Der spätere Speyerer Bischof und Kölner Kardinal Johannes von Geissel hatte sie als Hauslehrer betreut.
Im Auftrag König Ottos entwarf Frey 1835 das erste Statut der Universität Athen, das allerdings bei der Gründung, 1837, durch einen Neuentwurf von Christian August Brandis (1790–1867) verdrängt wurde. 1836 wurde ihm das Ritterkreuz des Erlöser-Ordens verliehen.
Max Frey stand in einem persönlichen Vertrauensverhältnis zu König Otto, Ignaz von Rudhart (1790–1838), ab Februar 1837 der Nachfolger des griechischen Kanzlers Graf Armansperg, hatte hinter dem Rücken König Ottos, bei dessen Vater Ludwig I. von Bayern, die Ablösung von Max Frey betrieben und durchgesetzt. Deshalb fiel Rudhart bei König Otto in Ungnade und gab sein Amt schon im Dezember 1837 wieder auf. Frey kehrte 1838 mit seiner Gattin nach Speyer zurück und trat erneut in den bayerischen Staatsdienst ein. Hier wurde dem Ehepaar 1839 der Sohn Friedrich Hermann Frey geboren, der unter dem Pseudonym Martin Greif ein bekannter Dichter werden sollte. 1856 versetzte man den Regierungsrat nach München, wohin er mit der Familie übersiedelte. Zuletzt war Frey als Regierungsdirektor bei der Regierung von Oberfranken in Bayreuth bedienstet, wo er der Finanzkammer als Chef vorstand und die Vertretung des Regierungspräsidenten ausübte.
Nachdem er 1851 das Ritterkreuz des Verdienstordens vom Heiligen Michael erhalten hatte, verlieh ihm König Maximilian II. Joseph am 21. November 1863 das Ritterkreuz des Verdienstordens der Bayerischen Krone. Mit der Verleihung war die Erhebung in den persönlichen Adelsstand verbunden und er durfte sich nach der Eintragung in die Adelsmatrikel „Ritter von Frey“ nennen.
Er war Vater des Dichters Martin Greif und starb mit 72 Jahren.  
Max von Frey war der Schwager des Speyerer Kreisarchivars und Malers Peter Gayer und der Onkel dessen Sohnes Karl Gayer, Professor der Forstwirtschaft und Rektor der Ludwig-Maximilians-Universität München.